# Neurolepis fimbriligulata
Neurolepis fimbriligulata är en gräsart som beskrevs av Lynn G. Clark. Neurolepis fimbriligulata ingår i släktet Neurolepis och familjen gräs. Inga underarter finns listade i Catalogue of Life.